# Austrapius
Austrapius (440 - 508) fou el darrer rei dels menapis
Un cop conquerits a finals del segle v per Clodoveu I, tant ell com el seu poble foren reubicats a l'est de Bèlgica, a la regió de Haspengouw al voltant de les actuals ciutats de Landen, Tongern, Herstal i Aquisgrà.
Fou nomenat bisbe de Champtoceaux, diòcesi que se separa de la de Poitiers amb la clara intenció de reunificar-les a la mort de Pientius de Poitiers, però a la seva mort el rei Caribert I va nomenar Pascentius de Poitiers. Va oprimir els taifals probablement en les proximitats de Tiffauges, i aquests es van revoltar i el van matar. A la seva mort, Pascentius de Poitiers va reunificar el bisbat de Poitiers.